# Jiakexi (sockenhuvudort i Kina, Tibet Autonomous Region, lat 28,59, long 89,20)
Jiakexi (kinesiska: 加克西, 加克西乡) är en sockenhuvudort i Kina. Den ligger i den autonoma regionen Tibet, i den sydvästra delen av landet, omkring 220 kilometer sydväst om regionhuvudstaden Lhasa. Antalet invånare är 624. Befolkningen består av 304 kvinnor och 320 män. Barn under 15 år utgör 26,0 %, vuxna 15-64 år 68 %, och äldre över 65 år 4,0 %.
Runt Jiakexi är det mycket glesbefolkat, med 4 invånare per kvadratkilometer. Närmaste större samhälle är Xiongzhang, 15,8 km öster om Jiakexi. Trakten runt Jiakexi består i huvudsak av gräsmarker.
Genomsnittlig årsnederbörd är 632 millimeter. Den regnigaste månaden är juli, med i genomsnitt 160 mm nederbörd, och den torraste är december, med 9 mm nederbörd.